# Pfarrkirche Lölling

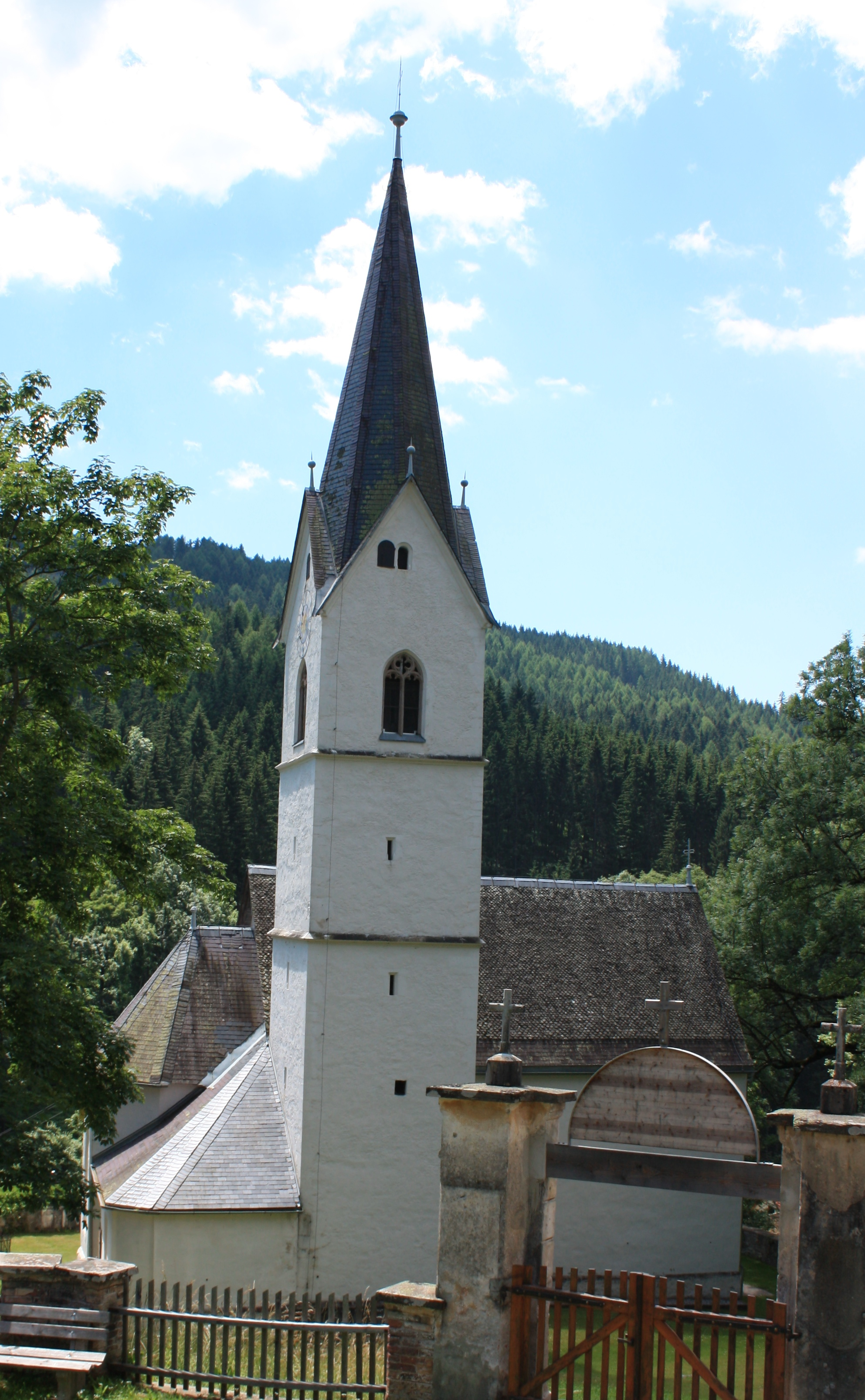

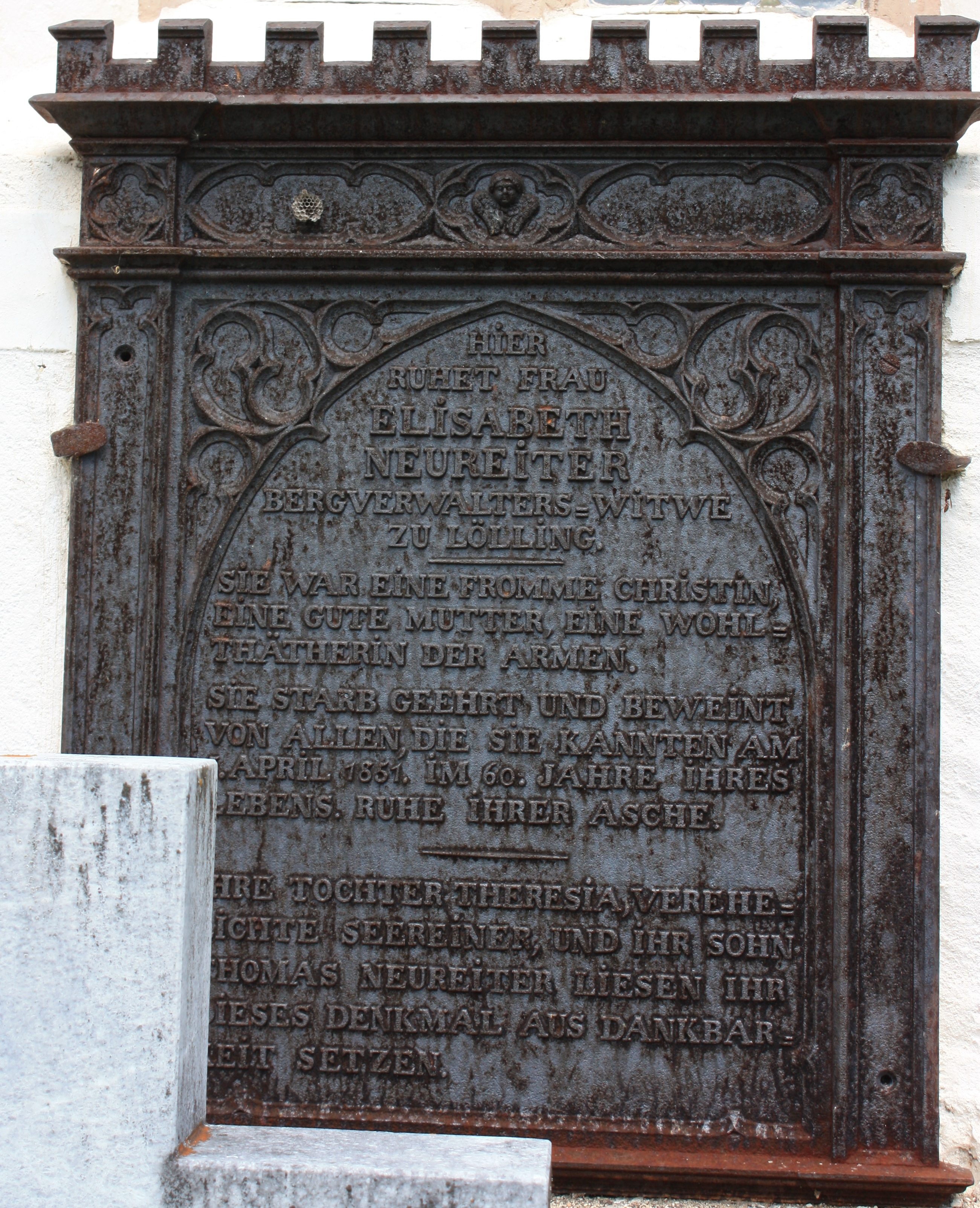
Gusseiserne Grabplatte

Die römisch-katholische Pfarrkirche Lölling liegt in der Lölling Graben in der Marktgemeinde Hüttenberg und ist dem heiligen Georg geweiht.

## Baubeschreibung
Die spätgotische Kirche mit einem um ein Joch nach Westen verlängerten Langhaus hat einen eingezogenen, polygonalen Chor und einen mächtigen Turm an der Nordseite des Langhauses.
Am Chor ist nördlich eine barocke Seitenkapelle angebaut.
Der Turm besitzt zweibahnige Schallfenster mit Maßwerk und wird von einem Spitzgiebelhelm bekrönt. Bei der Restaurierung 1994 wurde an der Südfassade ein kleines, spätgotisches Maßwerkfries und Fragmente eines Christophorusfreskos freigelegt.
Über den drei gotischen Jochen des Langhauses und dem Chor ruhen Netzrippengewölbe auf Konsolen mit Wappenschilden. Die Schlusssteine sind teils reliefiert, teils bemalt und zeigen Wappen, Blumen und Sterne. Die Kirche besitzt einfache zwei- und dreiteilige Maßwerkfenster. Ein verstäbtes Kielbogenportal führt in die sterngewölbte Sakristei im Turmerdgeschoß. Das Wandgemälde von 1602 an der Langhausnordwand stellt den armen Lazarus und den reichen Prasser sowie ein Stifterbild der Gewerkenfamilie Rauscher dar.

## Einrichtung
Den barocken Hochaltar von 1705 stiftete Nikolaus Seher aus St. Veit an der Glan. Am Altar stehen die Schnitzfiguren der Heiligen Johann Nepomuk und Franz Xaver sowie im Aufsatz der heilige Georg, flankiert von den Heiligen Katharina und Barbara.
Der linke Seitenaltar von 1663 besteht aus einer Ädikula über einem Sockel mit großen Konsolen, gedrehten Säulenschäften und gesprengtem Volutengiebel mit kleiner Ädikula als Aufsatz. Sockel, Gebälk und seitliche Ohren sind mit reichem Knorpelwerk geschmückt. In der Mitte steht eine Mondsichelmadonna und im Aufsatz eine Christusfigur. Die Bekrönung des Altars bildet die Figur des heiligen Nikolaus, am rechten Seitenaltar die heilige Barbara.
Der Kanzelkorb aus der Mitte des 18. Jahrhunderts ist zum Ambo umgebaut.
Im Chor steht eine Konsolfigur des Christus in der Rast.
An der Nordwand des Langhauses ist die Wappengrabplatte des Balthasar Lattacher von 1631 angebracht. Die Kreuzwegbilder malte 1847 Andreas Hauser.